# Ohijiwci
Ohijiwci (ukr. Огіївці) – wieś na Ukrainie, w obwodzie chmielnickim, w rejonie chmielnickim, w hromadzie Starokonstantynów. W 2001 liczyła 363 mieszkańców, spośród których 359 wskazało jako ojczysty język ukraiński, 3 rosyjski, a 1 mołdawski.